# Японский брегмацер
Японский брегмацер (лат. Bregmaceros japonicus) — вид лучепёрых рыб из рода брегмацеры. Пелагическая рыба, обитающая на глубине 777—905 м. Промысловой ценности не имеет.

## Описание
Длина тела — 10,6 см. Тело удлинённое, сплюснутое с боков. Голова короткая. Рот средних размеров, верхняя и нижняя челюсти, сошник имеют зубы, нёбные кости не имеют зубов. Жаберные щели широкие, левая и правая жаберные перепонки срослись, но не прикреплены к межжаберному промежутку. Тело покрыто некрупной округлой чешуёй, легко опадающей, на голове чешуя отсутствует, боковой линии нет; спинных плавников два, первый спинной плавник с одним удлинённым лучом, второй спинной плавник с 51-60 мягкими лучами, передняя лопасть приподнята, анальный плавник подобен второму спинному плавнику, примерно напротив, начинается перед первым. Хвостовой плавник усечённый или слегка вогнутый. Количество позвонков 56-58. Верхняя часть тела серо-чёрная, а нижняя серо-белая. Питается ракообразными.

## Ареал
Обитает у берегов префектуры Ниигата и острова Садо (Япония), заливе Тояма и островов Оки, также у восточных берегов корейского полуострова. Ареал протягивается на юг до Австралии. Также распространён и на Тайване. Есть наблюдение с Гавайских островов.